# Ultrahangos tisztítás

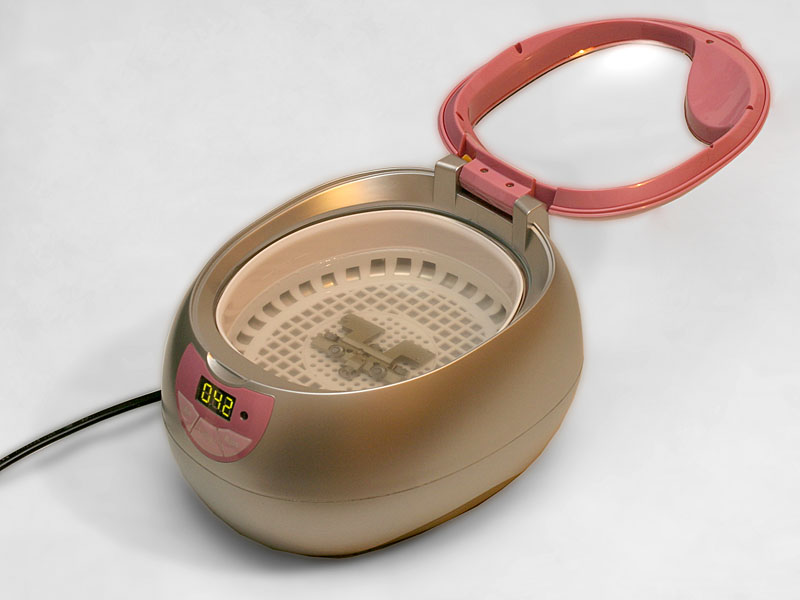
Ultrahangos tisztítóberendezés nyitott fedéllel. A tisztítandó tárgy egy műanyag rácson fekszik

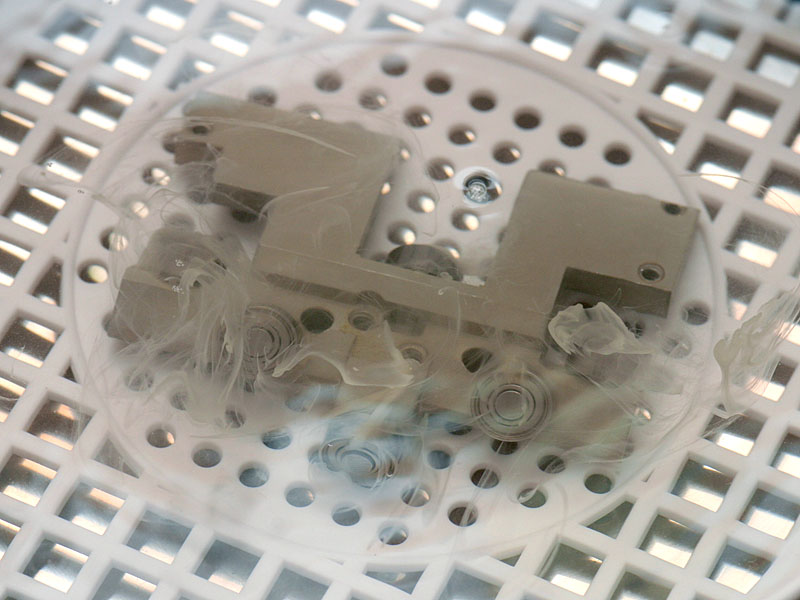
Ultrahangos tisztítás - jól látható a szennyeződések szinte felhőszerű leválása

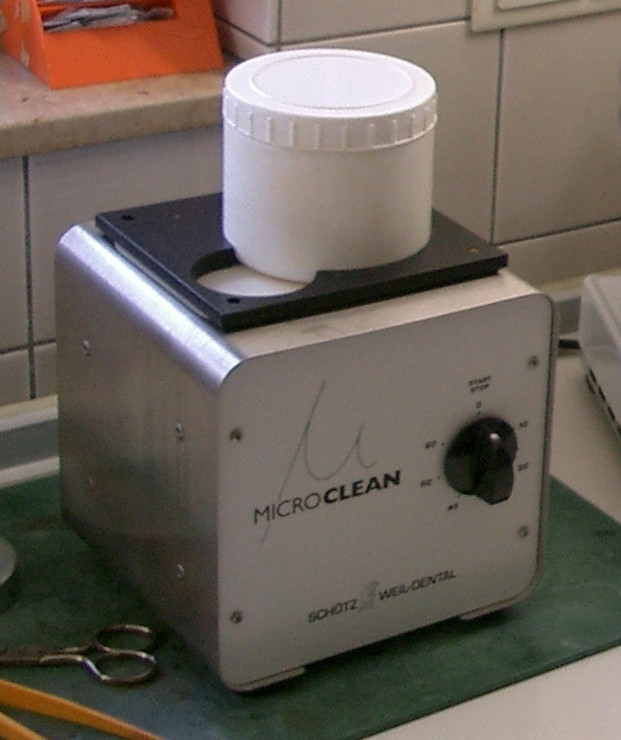
Ultrahangos tisztítóberendezés

Az ultrahangos tisztítás során a szennyeződéseket nem oldószer, hanem ultrahang segítségével távolítják el. Az energia közvetítéséhez csapvizet használnak, amihez a víz felületi feszültségének csökkentése (és a tisztítás hatásfokának) érdekében segédanyagot adnak.
Az ultrahangos tisztítást elsősorban ékszerek, finommechanikai alkatrészek (pl. mechanikus órák), fogászati vagy sebészeti műszerek, optikai lencsék tisztításánál alkalmazzák. Az ultrahangos tisztítás előnyei közé sorolható, hogy szinte bármilyen szennyeződést képes eltávolítani a kezelendő tárgy felületéről, anélkül, hogy a tárgyat megbontanánk szerkezetileg.

## A folyamat jellemzői
Az ultrahangos tisztítás nagy frekvenciájú  (jellemző frekvencia: 20–400 kHz) hanghullámokat használ vizes vagy szerves oldatban kemény felületek szennyeződéseinek mechanikus eltávolítására. Az ultrahang hatására a folyadékban kavitáció lép fel, aminek során apró buborékok keletkeznek (ezek mérete nagyjából fordítottan arányos az alkalmazott frekvenciával), amik a szennyeződést mechanikusan fellazítják, ez a folyamatban használt tartály alján leülepszik. Az apró buborékok a tárgy rejtett, nehezen hozzáférhető részeiben is kifejtik hatásukat.
A vízhez a szennyeződés fajtájától függő olyan anyagot adnak, ami a víz felületi feszültségét csökkenti, így a légbuborékok keletkezése számottevőbb. Tapasztalati alapon állítják be a víz hőfokát (40-60 °C körül), a frekvenciát és a tisztítás időtartamát (néhány perc vagy akár több óra). A szükséges teljesítményigény jellemzően 10 watt literenként.
A szennyeződés jellemző összetevői por, zsír, olaj, szerves anyag. A tisztításhoz nem szükséges, hogy a tisztítandó tárgyat szétszedjék. A folyamat a tisztítandó tárgyban nem okoz mechanikai elváltozást.
Az ultrahang keltéséhez piezoelektromos vagy magnetostrikciós elven működő rezgéskeltőt alkalmaznak, ami vagy belemerül a folyadékba, vagy a folyadékot tartalmazó tartály falához mereven illeszkedik.

## Alkalmazott oldószer
A folyamathoz nem szükséges oldószer, azonban a behatás időtartamának csökkentése érdekében olyan oldószert alkalmaznak, ami elősegíti az apró buborékok keletkezését. Ez lehet más esetekben is alkalmazott oldószer, kisebb koncentrációban.

## Felhasználása
A módszer minden olyan szilárd tárgynál alkalmazható, ami nem oldja fel vagy kémiailag nem köti meg a szennyeződéseket.
Az iparban széles körben alkalmazzák: autóalkatrészek, sportszerek, ékszerek, orvosi műszerek, elektronikai alkatrészek, fegyverek tisztításánál illetve a fémmegmunkálás különböző területein. A kisebb berendezések lehajtható fedéllel rendelkeznek, a nagyobbak nyitott fémtartályok, amikbe az ultrahangos rezgéskeltőt belemerítik.

## Külső hivatkozások
- Technical Issues and Aqueous Cleaning Systems (not limited to ultrasonic only)

## Fordítás
- Ez a szócikk részben vagy egészben  az   Ultrasonic cleaning című angol Wikipédia-szócikk fordításán alapul.  Az eredeti cikk szerkesztőit annak laptörténete sorolja fel. Ez a jelzés csupán a megfogalmazás eredetét és a szerzői jogokat jelzi, nem szolgál a cikkben szereplő információk forrásmegjelöléseként.